# 岡村和義 (音楽ユニット)
岡村和義（おかむらかずよし）は、岡村靖幸と斉藤和義による音楽ユニット。

## 来歴
2023年12月25日、ライブイベントや雑誌の取材などを通じてプライベートでも親交を深めてきた岡村と斉藤がユニット結成に至り、2024年1月から活動開始することが発表された。
結成のきっかけは、2020年1月1日にNHK第一（NHK-FMでは1月2日）で放送されたラジオ番組「岡村靖幸のカモンエブリバディ」。
岡村がパーソナリティを務めるこの番組に斉藤がゲストで登場し、二人の即興セッションや約二時間の番組内での即興楽曲制作が披露された。
ここで作られた楽曲『春、白濁』で手応えを得たことが、ユニット結成に繋がった。
2024年1月17日、ユニット初のデジタルシングル『I miss your fire』をリリース。同時に5ヶ月連続リリースも発表された。
2月14日、ユニット結成のきっかけとなった『春、白濁』が、5ヶ月連続リリースの第2弾として正式にデジタルシングルとしてリリースされた。
2月21日、YoutubeとSpotifyにて、岡村和義のポッドキャスト「POD OKUMADE ーポッド、奥まで」の初回配信がスタート。
3月19日、NHKホールで行われたコンサート「The Covers 春 Fes」に出演。音楽ユニットとして初のライブ披露となった。このコンサートの模様はNHKのBSプレミアム4Kでテレビ生放送された。
4月から、FM COCOLOの「『UPDATE』春キャンペーンソング」として『カモンベイビー』が起用された。
5月16日から6月15日にかけて、全国8都市12公演のツアー「岡村和義 LIVE TOUR 2024 “OKAZ TIME”」 を開催。
11月26日、GQ MEN OF THE YEAR 2024 ベスト・コラボレーション賞を受賞。

## ディスコグラフィ

### デジタルシングル
|     | 発売日        | タイトル         | 規格                   |
| --- | ------------- | ---------------- | ---------------------- |
| 1st | 2024年1月17日 | I miss your fire | デジタル・ダウンロード |
| 2nd | 2024年2月14日 | 春、白濁         | デジタル・ダウンロード |
| 3rd | 2024年3月13日 | 愛スティル       | デジタル・ダウンロード |
| 4th | 2024年4月17日 | サメと人魚       | デジタル・ダウンロード |
| 5th | 2024年5月8日  | カモンベイビー   | デジタル・ダウンロード |
| 6th | 2024年5月15日 | 少年ジャンボリー | デジタル・ダウンロード |

### アルバム
|     | 発売日        | タイトル | 規格   | 備考                      |
| --- | ------------- | -------- | ------ | ------------------------- |
| 1st | 2024年5月16日 | 若葉     | 12cmCD | ※ライブ会場販売・通信販売 |

### アナログ盤
|     | 発売日        | タイトル                    | 規格品番        |
| --- | ------------- | --------------------------- | --------------- |
| 1st | 2024年4月17日 | I miss your fire / 春、白濁 | DDJZ-9002       |
| 2nd | 2024年5月16日 | 愛スティル / サメと人魚     | ※ライブ会場販売 |

## メディア出演

### テレビ
- The Covers 春フェス2024（2024年3月19日、BSプレミアム4K）[6]
- The Covers カバーズ春フェス第二夜（2024年4月18日、NHKBS）
- The Covers カバーズ春フェス完全版（2024年5月5日、NHK総合）
- うたコン（2024年4月16日、NHK総合）
- あのちゃんの電電電波♪（2024年5月22日、テレビ東京）[9]
- SONGS（2024年5月23日、NHK総合）[10]

### ラジオ
- FM COCOLO 特番「UP DATE 〜カモンベイビー〜」（2024年4月12日 再放送20日、FM COCOLO）
- 竹中直人〜月夜の蟹〜（2024年4月14日から6週連続、TBSラジオ）
- 松任谷由実のYuming Chord（2024年4月26日・5月3日、TOKYO FM）
- FM COCOLO 特番「岡村和義の「『POD、OKUMADE』特別編『COCOLO、OKUMADE』」（2024年5月25日、FM COCOLO）